# Oberbühl (Kempten)
Oberbühl ist eine Einöde der kreisfreien Stadt Kempten (Allgäu).  Sie gehörte bis 1972 zur Gemeinde Sankt Mang, die in diesem Jahr Kempten wieder angefügt wurde.

## Geschichte
Oberbühl wurde 1738 als kleiner Einzelhof erstmals genannt. Im Jahr 1819, ein Jahr nachdem Oberbühl mit anderen Ortschaften zur Ruralgemeinde Sankt Mang verbunden worden war, zählte man auf dem Einzelhof, der zur Hauptmannschaft Lenzfried gehörte, drei Bewohner.
1900 gab es in Oberbühl einen Hof mit sechs Bewohnern. 1954 lebten in der Einöde sieben Einwohner.